# Lemon
Lemon — второй студийный альбом украинского музыкального коллектива «Lюk». Диск записан на харьковской студии M.A.R.T. и выпущен звукозаписывающими компаниями WWW Records и Moon Records в 2004 году.

## Об альбоме
В создании Lemon приняли участие 14 музыкантов, в том числе Андрей Запорожец и Сергей Бабкин. Диск стал первым альбомом, изданным на территории России, а также первой многоязычной работой группы, которая включала песни на украинском, русском и французском языках. На песню «Спрага» был снят видеоклип. В июле 2004 года композиция «Дядя» появилась в системе Top-hit.ru, которая зафиксировала ротацию на 30 российских радиостанциях на территории 87 городов, а также 227-е место Airplay Detection TopHit 100. Диск был распродан в России и на Украине тиражом около 30 000 экземпляров. Он занял третье место в рейтинге лучших украинских альбомов, составленном по результатам голосования на сайте Music.com.ua, в котором приняло участие около трёх тысяч посетителей.
На обложке диска он был заявлен как совместный проект с вокалистом 5’Nizz’ы, отчего в прессе группу обвинили в использовании чужой славы. На это «Lюk» отвечали, что работа над проектом началась до того, как дуэт получил широкую известность, но этот ход действительно помог им расширить аудиторию.

## Отзывы
| Оценки критиков | Оценки критиков |
| Источник        | Оценка          |
| --------------- | --------------- |
| Fuzz            | (положительная) |
| KM.Ru           | (смешанная)     |
| Music.com.ua    | [ 7 ]           |
| Rap.ru          | (положительная) |

Алексей Анциферов из журнала Fuzz в обзоре украинской рок-музыки назвал Lemon в числе самых примечательных дисков года. Указав стилевую принадлежность коллектива, он отметил, что в отличие от западных образцов easy listening музыка «Lюk» «перестаёт быть фоновой, наливается солнцем и жизнью, начинает переливаться и искриться». Он также выразил надежду на то, что группа и без помощи приглашённых вокалистов «сможет занять достойное место в ряду украинско-российских звёзд». Рецензент того же издания Катя Гавриш, отметив позитивный настрой пластинки и вокальное мастерство Ольги Герасимовой, предупредила поклонников 5’Nizza об отличии творчества дуэта и работы «Lюk». Она охарактеризовала звучание Lemon как лёгкое, «очень насыщенное и сочное» и особо подчеркнула его сочетание с ненавязчивой лирикой.
На сайте Music.com.ua альбому поставили 8 баллов из 10; по мнению журналиста, вторая работа коллектива более доступна для слушателя, настроение которого может «варьироваться от лёгкой эйфории до безумного возбуждения». В целом положительную оценку пластинке дал Андрей Никитин на сайте Rap.ru; он отметил её стилевое разнообразие, в котором успешно сочетаются лаунж с роком и другими жанрами, и заявил, что музыка «Lюk» непохожа на других известных исполнителей России и Украины. «Lemon — очень профессиональная, мощная и драйвово сыгранная пластинка, доводящая при прослушивании на качественном аппарате до экстаза», — подвёл итог рецензент, однако в числе малоудачных треков назвал «Lemon» и «Парапланы». Денис Ступников в рецензии на сайте KM.Ru сравнил данный проект с московской ска-группой Cabernet Deneuve, а также с командами «Квартал» и «Два Самолёта». По его словам, вокалистка Ольга Герасимова «выводит на принципиально новый уровень» песню «Солнце» группы 5’Nizza. В заключение отзыва Ступников дал смешанную оценку альбому: «несмотря на высокий профессионализм музыкантов и подчёркнутую оригинальность мелодических ходов, музыка Lюk’а отнюдь не производит впечатление чего-то самоценного. Она неплохо будет смотреться в фешенебельных клубах под дорогие напитки и напыщенные беседы „за жизнь“».

## Список композиций
Слова и музыка всех песен — написаны группой «Lюк» (кроме указанных отдельно).
| №   | Название                     | Текст песни      | Длительность |
| --- | ---------------------------- | ---------------- | ------------ |
| 1.  | «Спрага»                     |                  | 3:48         |
| 2.  | «L5»                         |                  | 3:54         |
| 3.  | «A couse de toi»             | Константин Русев | 4:42         |
| 4.  | «Никотин»                    | Андрей Запорожец | 4:08         |
| 5.  | «Дядя»                       |                  | 4:22         |
| 6.  | «Homme impossible»           | Константин Русев | 4:06         |
| 7.  | «Lemon»                      |                  | 4:06         |
| 8.  | «Солнце»                     | Андрей Запорожец | 4:01         |
| 9.  | «Парапланы»                  | Андрей Запорожец | 3:32         |
| 10. | «Португальцы»                |                  | 3:33         |
| 11. | «Electro 1: Kolyskova»       |                  | 3:31         |
| 12. | «Штурман Басов»              | Сергей Жадан     | 3:44         |
| 13. | «Бо»                         |                  | 3:51         |
| 14. | «Electro 2: Океан. Один раз» |                  | 3:00         |

## Участники записи
- Оля Герасимова — вокал
- Sun — вокал
- Сергеич — вокал на «Солнце»
- Крот — ударные, программирование
- Валентин Панюта — гитара
- Олег Сердюк — клавишные, электроперкуссия, программирование
- Дед Мороз — сокомпозитор
- Игорь Фадеев — бас-гитара, контрабас
- Владимир Филатов, Сергей Кондратьев — звукорежиссёры
- Денис Клименко — тромбон на «Homme Impossible» и «Штурман Басов»
- Евгений Ципак — труба на «Homme Impossible» и «Electro 1: Kolyskova»
- Нина Барашкова — виолончель на «Lemon», «Парапланы», «Бо»
- Николай Удовиченко — альт на «Парапланы» и «Бо»
- Игорь Чернявский, Элла Злотникова — скрипка на «Парапланы» и «Бо»
- Евгений Кузьмов — теноровый саксофон на «Штурман Басов»